# French Kiss (film)
French Kiss is een Brits-Amerikaanse romantische komedie uit 1995, geregisseerd door Lawrence Kasdan en geproduceerd door Meg Ryan, Tim Bevan, Eric Fellner en Kathryn F. Galan. De hoofdrollen worden vertolkt door Meg Ryan, Kevin Kline en Timothy Hutton.

## Verhaal
Wanneer Kate (Meg Ryan) erachter komt dat haar vriend (Timothy Hutton) in Parijs een nieuwe liefde heeft ontmoet, zet ze haar vliegangst overboord en gaat naar de lichtstad om zijn hart te heroveren. In het vliegtuig ontmoet ze de ongemanierde Fransman Luc Teyssier (Kevin Kline), die belooft haar te helpen om haar vriend terug te krijgen.

## Rolbezetting
| Acteur             | Personage                   |
| ------------------ | --------------------------- |
| Meg Ryan           | Kate                        |
| Kevin Kline        | Luc Teyssier                |
| Timothy Hutton     | Charlie                     |
| Jean Reno          | Inspecteur Jean-Paul Cardon |
| François Cluzet    | Bob                         |
| Susan Anbeh        | Juliette                    |
| Renée Humphrey     | Lilly                       |
| Michael Riley      | M. Campbell                 |
| Laurent Spielvogel | Conciërge                   |
| Victor Garrivier   | Octave                      |
| Elisabeth Commelin | Claire                      |